# Anna Katharine Rohlfs
Anna Katharine Rohlfts, z domu Green (ur. 11 listopada 1846, zm. 11 kwietnia 1935) – amerykańska poetka i pisarka. Była jedną z pierwszych amerykańskich autorek powieści kryminalnych.

## Życie i twórczość
Urodziła się na Brooklynie, w Nowym Jorku. W młodości miała zamiar pisać romantyczne wiersze, korespondowała również z Ralphem Waldo Emersonem. Gdy nie udała jej się kariera poetki, wydała swoją debiutancką powieść The Leavenworth Case (1878). Książka stała się bestsellerem, co otworzyło Green drogę do literackiej kariery, w czasie której wydała 40 powieści.
25 listopada 1884 roku wyszła za mąż za aktora Charlesa Rohlfsa, któremu urodziła córkę i dwóch synów, Rolanda i Sterlinga, późniejszych pilotów. Zmarła w wieku 88 lat w Buffalo.

## Wybrana bibliografia
- The Leavenworth Case (1878)
- A Strange Disappearance (1880)
- Hand and Ring (1883)
- Behind Closed Doors (1888)
- Forsaken Inn (1890)
- Marked "Personal" (1893)

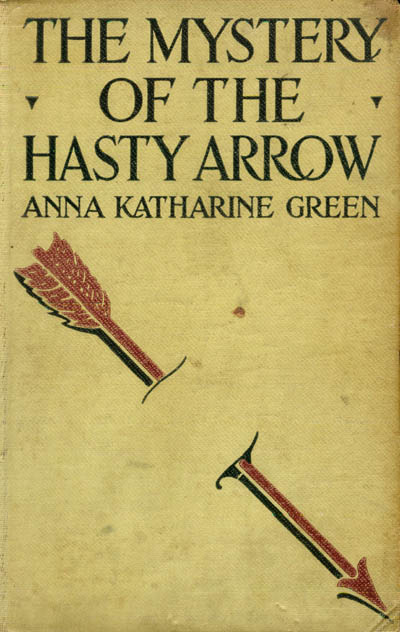
Okładka The Mystery of the Hasty Arrow

- The Doctor, His Wife, and the Clock (1895)
- The Affair Next Door (1897)
- Lost Man's Lane (1898)
- The Filigree Ball (1903)
- The House in the Mist (1905)
- The Woman in the Alcove (1906)
- The House of the Whispering Pines (1910)
- The Mystery of the Hasty Arrow (1917)
- The Step on the Stair (1923)